# Delphacodes unicolor
Delphacodes unicolor är en insektsart som först beskrevs av Walker 1851.  Delphacodes unicolor ingår i släktet Delphacodes och familjen sporrstritar. Inga underarter finns listade i Catalogue of Life.